# Fusicoccum smilacinum
Fusicoccum smilacinum är en svampart som först beskrevs av Peck, och fick sitt nu gällande namn av Vanev 2002. Fusicoccum smilacinum ingår i släktet Fusicoccum och familjen Botryosphaeriaceae.   Inga underarter finns listade i Catalogue of Life.